# Kopt művészet
A kopt művészet az egyiptomi keresztények művészete a IV–VIII. században. Kopt művészetről nyelvi, vallási és etnikai értelemben beszélhetünk.
A koptok művészete erőteljesen őrizte a hellenisztikus tradíciót. Nemcsak a formákban, hanem a témaválasztásban is (oszlopfőkön és faragványokon antik mitológiai jelenetek). A kopt művészetet nem tartják önállónak, hanem a bizánci művészet helyi változataként értelmezik. Ezt az építészet, szobrászat és festészet vizsgálata egyaránt megerősíti.

## Építészet
A kopt építési tevékenység régebbi templomok átalakításával kezdődött meg: módosították a régi egyiptomi templomok beosztását, falfestményekkel látták el őket. (Még a luxorit és karnaki templomokat is.) Az építészet az 5. századtól kezdett kiteljesedni, szíriai és bizánci hatások formálták. Kialakult a sajátos, T-formájú bazilika, többek között a római bazilikából (Arcadius császár bazilikája). A rendkívül fejlett szerzetesi kultúra kolostorokat és templomerősöket építtetett. A leghíresebb emlékek a hermoupoliszi bazilika (5. sz., egy Szent Ménász tiszteletére épült zarándokhely, ami cella trichora fölé épült, ennek köszönheti különleges alaprajzi formáját); a denderai bazilika; A Vörös- és a Fehér-kolostor; a bawiti kolostor; az asszuáni Szent Simeon-kolostor. Korai kopt település nyomait tárták fel Abdallah Nirqiben. Ezt folyamatosan lakták a 12. századig, mert Núbiát csak később hódította meg az iszlám. Núbiában a kései kopt idők építészeti hagyománya évszázadokra megkövesedett.

## Festészet
A koptok maradandót alkottak az ikonfestészet történetében, aminek egyik közvetlen előzményeiként a fájjúmi múmiaportrékat említik. A kopt festményeket, táblaképeket és falfestményeket egyaránt, erőteljes kontúrok jellemzik, mellőzik a testiséget, erős sötét (nem fekete) kontúrokat húznak. Szent Ménász ikonográfiája különösen fejlett és differenciált.

## Iparművészeti ágak

### Könyvkötészet
A mai könyv első formája, a kódex a koptoktól származik. Pergamenre vagy papiruszra írtak, a lapokat ívfüzetekké fűzték össze, és bőrrel bevont, több rétegben összeragasztott papirusztáblákkal látták el. Ezek a mai értelemben vett könyvkötés első emlékei. Kopt szerkönyvek a 20. században kerültek elő Fájjúmban, homokkal betemetett ciszternákból. Kezdetben csak egy ív (76 lap) volt egy könyv, aztán több ívet fűztek össze. A négy evangéliumot tartalmazó 7-8. századi kopt kódex a New York-i Pierpont Morgan Libraryben. A könyvkötészet bőrfelhasználásból következtetni lehet a bőrdíszművességre is, hasonló stílusban díszített papucsot is találtak már.
A kopt nyelvű Bibliák kézi festésű illusztrációkat tartalmaznak. Freskóik kifejezőereje nagy, a szemek kidolgozására nagy hangsúlyt fektettek.

### Textilművészet
A halottakat sokszor ruházatukban temették el, amelyek a száraz klíma következtében aránylag épen megmaradtak. Ezért Egyiptom a késő antik-középkori textíliák leggazdagabb lelőhelye. Munkáikon mitológiai történetek elevenednek meg, az alakok a nézővel szembefordulnak. Az ünnepélyes tartású, merev alakok komolyságot sugároznak. 

### Fémművesség
Fémművességük nem volt különösebben fejlett, a fémtárgyak liturgiai funkciót szolgáltak (mécsesek, lámpák stb.)
A koptok az iszlám alatt megtűrt kisebbséggé váltak, művészetük átalakult geometrikus-ornamentikus művészetté.

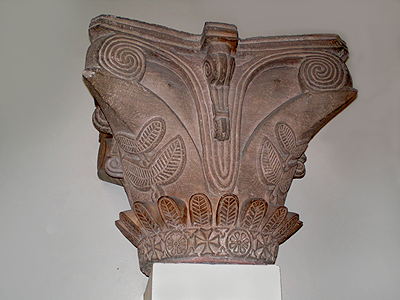
Kopt oszlopfő
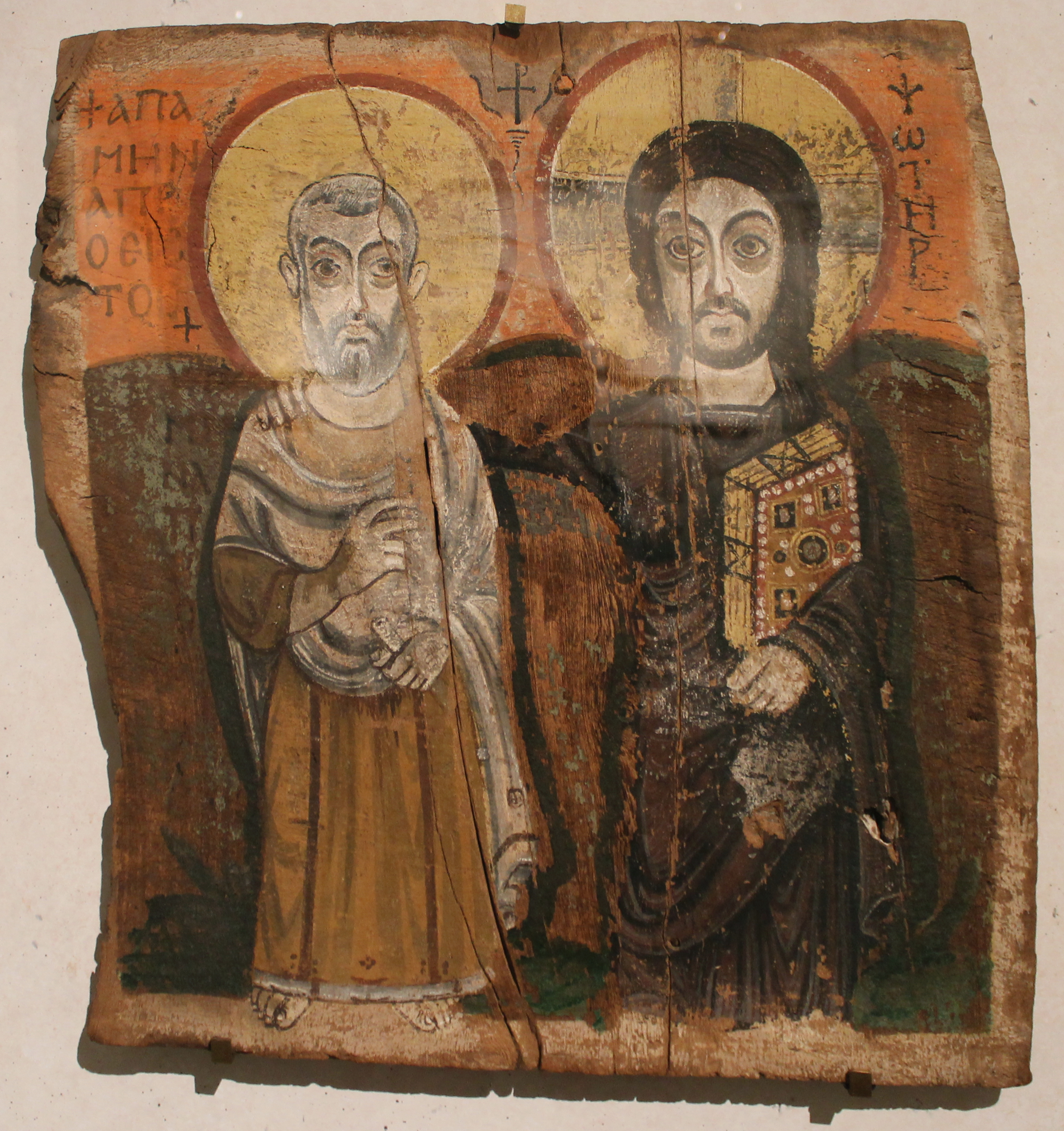
Krisztust és Szent Ménászt ábrázoló ikon (Louvre)